# Anacampseros arachnoides
Anacampseros arachnoides ist eine Pflanzenart in der Gattung Anacampseros aus der Familie Anacampserotaceae. Das Artepitheton arachnoides stammt aus dem Lateinischen und bedeutet ‚wie Spinngewebe aussehend, spinnwebartig‘.

## Beschreibung
Anacampseros arachnoides wächst mit dicht belaubten Trieben, erreicht Wuchshöhen von bis zu 5 Zentimeter und entspringt einer etwas knolligen Wurzel. Die grün glänzende, manchmal violettliche, breit eiförmige bis deutlich zugespitzte, meist aufstrebende Blattspreite ist 10 bis 20 Millimeter lang, 9 bis 15 Millimeter breit und fast ebenso dick. Am Ende sitze eine dornige Spitze. Die Blattspreite ist mehr oder weniger mit feinen, gräulich weißen Haaren bedeckt. Die Blattachseln tragen Haare und wenige kurze Borsten.
Der Blütenstand erreicht eine Länge von 5 bis 8 Zentimeter. Er trägt drei bis fünf Blüten. Ihre eiförmig-lanzettlichen Kelchblätter sind etwa 10 Millimeter lang. Die breit länglich eiförmigen, zugespitzten Kronblätter sind weiß und manchmal teilweise rosafarben. Es sind 15 bis 25 Staubblätter vorhanden. Die nierenförmigen, geschnäbelten, warzigen Samen sind flach gerippt.
Die Chromosomenzahlen betragen {\displaystyle 2n=18,36}.

## Systematik und Verbreitung
Anacampseros arachnoides ist in Südafrika in der Provinz Westkap in der Kleinen und Großen Karoo verbreitet.
Die Erstbeschreibung als Portulaca arachnoides erfolgte 1803 durch Adrian Hardy Haworth. John Sims (1749–1831) stellte die Art 1811 in die Gattung Anacampseros. Nomenklatorische Synonyme sind Talinum arachnoides (Haw.) W.T.Aiton (1811) und Ruelingia arachnoides (Haw.) Haw. (1812).

## Nachweise